# Sága o Vølsunzích

kresba skalní rytiny ze Sigurdových kamenů:: 1,5 Sigurd, 3 mrtvý Regin, 2 Ptáci, jejichž řeči Sigur porozuměl; Ramsund, Švédsko

Sága o Vølsunzích (Vølsungasaga) je raně středověký příběh z nordické a starogermánské mytologie. Epos vznikl pravděpodobně na Islandu.

## Původ a stáří
První knižní text ságy pochází ze 13. století, ale traduje se již od mladšího pravěku, z doby železné. Literární historikové jej nejčastěji porovnávají s Eddou,která byla napsaná na Islandu kolem roku 1400. Autor Ságy o Vølsunzích však nečerpal z neúplně dochované Eddy, jak ji obsahuje Codex Regius), ale ze staršího úplnějšího díla. Někdy se považuje za parafrázi eddických bohatýrských písní.
Nejstarší obrazový záznam ságy obsahují takzvané Sigurdovy kameny, což je soubor osmi figurálních rytin s popiskami runovým písmem, který se dochoval na skále u Ramsundu ve Švédsku, vznikl mezi lety 1030–1040.

## Děj ságy

### Sigi
Sága vylíčí osudy rodu Vølsungů. Příběh začíná, když Sigi, nazývaný synem boha Ódina zabije po hádce při lovu Brediho. Ten sloužil Skadimu. Sigi tvrdil, že Bredi ho opustil, ale Skadi mu nevěřil a nechal Brediho hledat. Našli Brediho pod sněhovou závějí, nazvali Sigiho vlkem a vyhnali ho. Sigi byl válečník, dobyl říši a stal se králem Hunů (Hunové).

### Rerir
Vzal si vznešenou ženu a měli spolu syna Rerira. Když Sigiho zabili bratři jeho ženy, Rerir otce pomstil. Rerir se stal velkým králem a vzal si vznešenou ženu, ale neměl s ní žádné potomky. Proto prosil o pomoc bohy. Ódin a Frigg se jim rozhodli pomoci. Ódin dal valkýře Hjóld, dceři obra Hrímniho, jablko, které hodila Rerirovi do klína v podobě vrány. Rerir dal jablko sníst své ženě a ta otěhotněla.

### Vølsung
Rerirova žena už byla těhotná šest let (doslova „šest zim“) a stále nebyla schopná dítě porodit. Mezitím Rerir zemřel v bitvě. Královna přikázala, aby dítě z ženy vyřezali, bála se totiž o osud říše bez následníka trůnu. Po nezvyklém porodu syn svou matku ještě políbil, než zemřela. Byl nezvykle velký a dostal jméno Vølsung.
Vølsung si vzal za ženu valkýru Hjóld (tu, díky které otěhotněla jeho matka) a byl velkým králem. Narodilo se mu deset synů a dcera. Jeho nejstaršími potomky byla dvojčata – chlapec Sigmund a děvče Signý. Vølsungovi potomci byli po otci bojechtiví, moudří, dovední a slavní.

### Sigmund a Signý
Král Siggeir se ucházel o ruku princezny Signý. Signý ho nechtěla, ale nechala otce, aby rozhodl o jejím osudu. Vølsung usoudil, že je vhodné aby se jeho dcera za krále Siggeira provdala. Během svatební hostiny vstoupil do síně neznámý stařec (Ódin), zabodl do dubu uprostřed síně velký meč a řekl, že meč daruje tomu, kdo jej vytáhne. Po jeho odchodu mnozí zkoušeli meč z dubu vytáhnout, ale dokázal to až Sigmund. Král Siggeir chtěl od Sigmunda meč koupit, ale Sigmund si meč nechal. Siggeir se rozzlobil a řekl si, že se všem Vølsungovcům pomstí. Před odjezdem krále Siggeira prosila jeho žena Signý svého otce, aby s ním nemusela odjet. Věštila, že Siggeir způsobí její rodině žal. Ale její otec Vølsung ji poslal s manželem do Siggeirovy země a dokonce přijal Siggeirovo pozvání na návštěvu.
Za tři měsíce jel Vølsung i se svými deseti syny a doprovodem navštívit krále Siggeira a královnu Signý. Signý večer varovala bratry i otce před Siggeirem, který je chtěl zabít. Vølsung jí řekl, že nebude utíkat, protože každý jednou musí umřít. Pak Vølsung své dceři přikázal, aby se ke svému muži vrátila. Druhý den byl Vølsung v bitvě zabit a jeho synové byli zajati. Signý se u manžela za své bratry přimluvila. Proto král Siggeir bratry rovnou nezabil, ale uvěznil je s nohama v kládě.
V noci přišla k Vølsungovcům vlčiče a jednoho z nich sežrala. To se opakovalo dalších devět nocí. Nakonec zůstal jen Sigmund. Signý nechala bratrův obličej a ústa potřít medem. Když pak v noci přišla vlčice, aby ho sežrala, ucítila vůni medu a začala ho olizovat. Sigmund se nechal olizovat až do chvíle, kdy ho začala olizovat i v ústech. V té chvíli skousl její jazyk. Při následujícím zápase se Sigmundova kláda rozlomila. Sigmund z ní vyskočil, vytrhl vlčici jazyk i s kořenem, takže vykrvácela a on zvítězil. Podle některých verzí ságy byla vlčice Siggeirova matka znalá kouzel.
Po vysvobození se Sigmund ukrýval v lese. Král Siggeir se domníval, že jsou všichni Vølsungovi potomci mrtví.
Signý měla se Siggeirem dva syny. Toho staršího poslala jako pomocníka ke svému bratrovi Sigmundovi. Její bratr ho vyzkoušel, a pak jí řekl, že chlapec mu s ničím nepomůže. Signý mu řekla, aby ho proto zabil a Sigmund to udělal. To samé se opakovalo v případě jeho mladšího bratra.
Signý si vyměnila svou podobu s čarodějkou, v přestrojení šla za bratrem a spala s ním. Po třech dnech se vrátila a vyměnila si s čarodějkou nazpět svou podobu. Signý měla z tohoto svazku se svým bratrem syna Sinfjotliho, kterého poslal za Sigmundem, aby mu pomáhal. Sigmund prohlásil Sinfjotliho za pravého Vølsungovce a začal jej připravovat na pomstu. Chtěl totiž zabít Siggeira, vraha svého otce a bratrů.
Sigmund a Sinfjotli se rozhodli pomstít Vølsunga a jeho syny. Signý se s nimi sešla a chtěla jim pomoci. Ale jeden z jejích dvou synů je viděl a běžel otce varovat, že před síní jsou dva vysocí divocí muži. Siggeir se vyděsil. Signý přivedla své dva syny k Sigmundovi a řekla, ať je zabije. Sigmund to nechtěl udělat, ale Sinfjotli je zabil. V boji byli Sigmund a Sinfjotli zajati, svázáni a "zazděni" do mohyly. Ale Signý do mohyly propašovala slámu, v ní ukrytou slaninu a v ní meč. Sigmund meč našel, rozsekal kámen i železo a dostali se z mohyly ven. Pak zapálili síň. Signý řekla Sigmundovi, že sice byla manželkou Siggeira z donucení, ale svazek je posvátný, a proto zemře společně se svým mužem. Pak odešla za Siggeirem a zemřeli spolu.
Sigmund se stal králem ve své vlasti, vzal si Borghild a měl s ní dva syny – Helgiho a Hamunda.

### Helgi a Sigrún
Na jedné válečné výpravě porazil Sigmundův syn Helgi krále Hundinga i jeho čtyři syny. Na cestě domů potkal vznešené ženy. Nejkrásnější z nich byla Sigrún, dcera krále Hogniho. Helgi je pozval na dvůr svého otce, ale ony odmítly, neboť Sigrún si měla vzít Hoddbroddema, syna krále Granmara. Sigrún požádala Helgiho, aby v bitvě zabil Hoddbroddema a ji si vzal za ženu. Helgi to všechno vykonal.

### Sigmund a Sinfjotli
Sinfjotli se ucházel o ruku jedné dívky, ale jejím nápadníkem byl i bratr královny Borghildy. Sinfjotli ho zabil. Borghilda chtěla, aby byl Sinfjotl vyhnán ze země, ale Sigmund to odmítl. Královna Borghilda nakonec zavinila Sinfjotliho smrt. Sigmund vyhnal svou ženu, která zanedlouho umřela.
Hjordis, dcera krále Eylimiho si ze dvou nápadníků – krále Sigmunda a krále Lyngviho, syna Hundinga – vybrala krále Sigmunda za manžela. Ale král Lyngvi vyjel proti Sigmundovi do bitvy a zvítězil v ní. K umírajícímu Sigmundovi přišla Hjordisa a Sigmund jí řekl, že jejich syn bude nejslavnější z rodu. Hjordisa schovala úlomky Sigmundova zničeného meče, ze kterého bude později vykován meč Gram.
Hjordisa potom žila na dvoře krále Hjálpreka a vzala si králova syna Álfa.

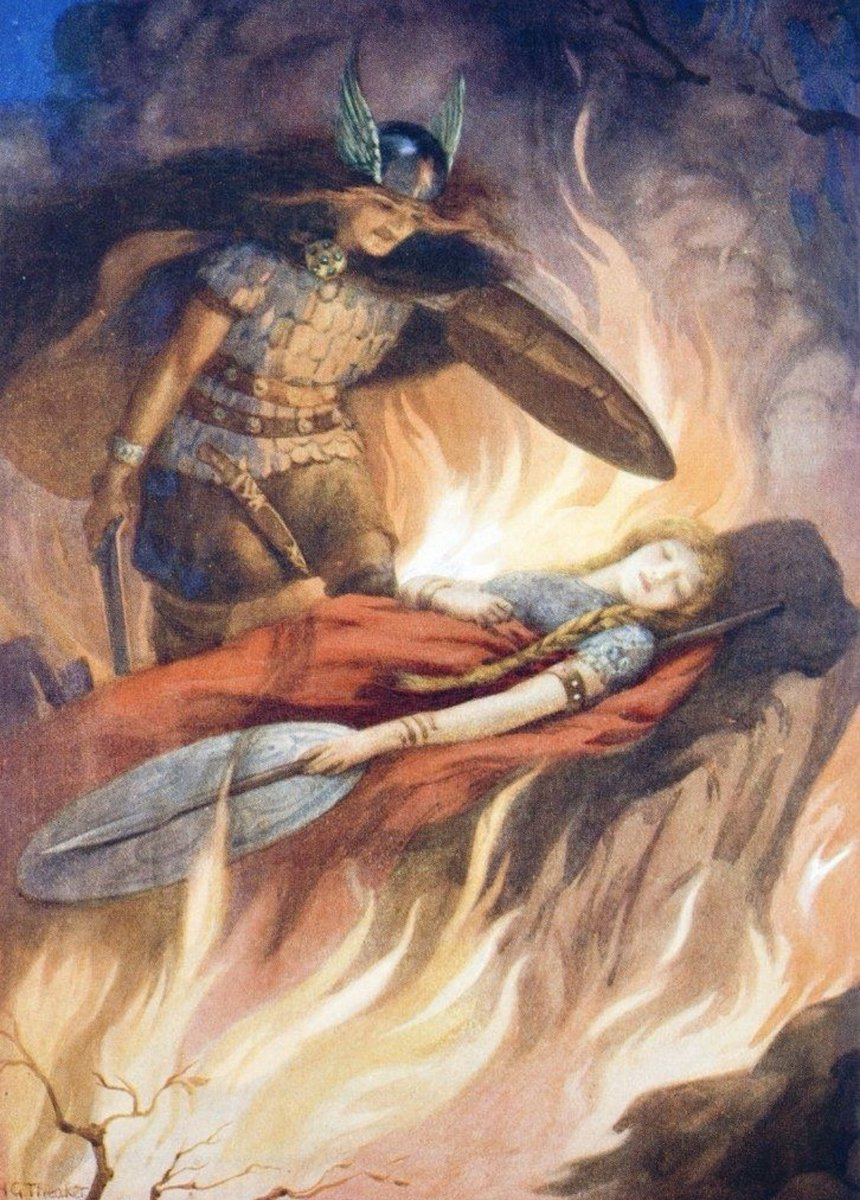
Sigurd a Brunhilde v ilustraci H. G. Theakera (1920)

### Sigurd
Sigmundův syn byl vychováván na dvoře krále Hjálpreka. Vychovával jej trpaslík Regin, který Sigurdovi poradil, aby poprosil Hjálpreka o koně. Hjálprek mu vyhověl. S pomocí neznámého starce (Ódina) si Sigurd vybral skvělého koně Graniho, potomka Sleipniho.
Regin vyprávěl Sigurdovi, jak jednou cestoval Loki se dvěma dalšími bohy, z nichž jedním byl Ódin. Cestou zabil vydru, která zrovna žrala lososa. Později přišli k domu Hreidmara, otci Regina, a ukázali mu svůj úlovek. Hreidmar byl (podle Eddy) panovačný a sebevědomý a spolu se svými dvěma syny tvrdili bohům, že vydra byl Hreidmarův druhorozený syn (trpaslík Ótr). Proto uložili bohům pokutu. Loki získal zlato lstí od trpaslíka Andvariho, jenž žil ve vodopádu v podobě štiky. Andvari zlato proklel. Bohové prokletým zlatem zaplatili Hreidmarovi a jeho synům pokutu za Ótryho.
Hreidmar odmítl dát svým synům – Fáfnirovi a Reginovi – cokoli z pokuty za bratra, proto bratři otce zabili (v Reginově verzi zabil otce sám Fáfnir). Ale po otcově smrti Fáfnir odmítl cokoli vydat Reginovi. Fáfnir pak odešel i s celým pokladem a stal se drakem.
Sigurd požádal Regina, aby mu ukul meč, aby potom zabil Fáfnira, a Regin souhlasil. Regin mu ukul meč Gram z úlomků toho otcova.
Sigurd nejprve pomstil smrt svého otce a poté otce své matky.
Regin se Sigurdem jeli k Fáfnirově doupěti. Sigurd vykopal jámu, lehl si do ní a když se drak plazil k vodě, bodl ho přímo do srdce. Umírající Fáfnir varoval Sigurda před svým bratrem Reginem, který před bojem utekl. Poté, co Fáfnir zemřel, se vrátil Regin, napil se krve draka a řekl Sigurdovi, aby mu opekl Fáfnirovo srdce. Regin spal, když Sigurd opékal drakovo srdce. Chtěl zjistit, jestli už je opečené, proto do něj dloubl prstem. Prst si spálil, tak si jej strčil do úst. Na prstu ulpěla trocha drakovy krve. Když se krev dostala do jeho úst, porozuměl řeči zvířat. Slyšel rozhovor sýkorek, které o něm prohlásily, že je hlupák, neboť neví, že ho chce Regin zabít. Sigurd Regina zabil, vzal drakův poklad a odjel pryč.
Sigurd přijel i s pokladem do hradu, ve kterém našel spící ženu v helmě a brnění. Sejmul jí helmu, rozříznul brnění a dívka se probudila. Představila se jako Brynhilda, dcera Budliho (občas uváděna jako valkýra) a naučila Sigurda moudrosti.
Navštívil i krále Heimiriho a jeho ženu Brekkhildu, sestru Brynhildy a spřátelil se s jejich synem Alsvididrem. Sigurd se do Brynhildy zamiloval, požádal ji o ruku a ona po krátkém váhání svolila.
(Podle poeticky psané Eddy probudil Sigurd valkýru Sigrdrífu a s Brynhildou, dcerou Budliho se potkal až u krále. Pravděpodobně byly valkýra Sigrdrífa a Brynhilda nejprve dvě postavy, které postupně splynuly v jednu – Brynhildu.)
Sigurd odjel od krále Heimira a jel ke králi Gjúkovi. Gjúkova žena Grimhild chtěla, aby si Sigurd vzal její dceru Gudrún. Proto mu podala nápoj zapomnění, po kterém zapomenul na své sliby Brynhildě a vzal si za ženu Gudrún. Jejímu bratrovi Gunnarovi pomohl získat Brynhildinu ruku. Během svatební hostiny Gunnara s Brynhildou se Sigurdovi vrátila paměť a s úlekem zjistil, co se stalo. Také Brynhilda prohlédla, že byla oklamána. (Její příbytek byl obehnán plamenným valem a proto se k ní nebyl Gunnar schopen dostat. Gunnar si se Sigurdem vyměnili podobu a tak se Sigurd v podobě Gunnara dostal k Brynhildě, kterou podle Eddy nemiloval, byť s ní podle Ságy o Vølsunzích měl dceru.)
Brynhilda milovala Sigurda, proto přikázala svému muži Gunnarovi, aby Sigurda zabil. Gunnar se radil se svým bratrem Høgnim. Oba dva ví, že zrada na jejich švagrovi je špatná, ale nakonec se rozhodnou, že pošlou svého (podle některých pramenů nevlastního) bratra Guttorma, aby Sigurda zabil. Guttorm je z bratrů nejmladší a není vázán k Sigurdovi žádnými sliby přátelství. Gunnar a Høgni přesvědčí Guttorma, aby Sigurda zabil. Guttorm zasadí spícímu Sigurdovi smrtelnou ránu, ten se však vzbudí a těsně před smrtí zabije Guttorma. (Podle Ságy o Vølsunzích a některých částí Eddy se to stalo v posteli, podle německé verze v lese, když bratři a Sigurd jeli na hostinu.) Spolu se Sigurdem byl zabit i jeho tříletý syn Sigmund.

### Gudrún
Gudrún byla velice nešťastná. Brynhilda se nejprve smála, ale pak je velmi zarmoutilo, když vyvěštila další osud rodu, a proto se probodla mečem. Gudrún odešla od rodiny a tři roky žila u dcery jednoho krále. Pak ji její matka Grimhild našla a přiměla její bratry, aby jí zaplatili pokutu za zabití Sigurda. Gudrún se vrátil domů.
Atli (Atila) vyčítala Gunnarovi a Høgnimu smrt jeho sestry Brynhildy. Gudrún vypila nápoj zapomnění a byla dána Atlimu za ženu.
Gunnar se ucházel o ruku Atliho sestry Oddrúny, ale Atli mu sňatek nepovolil. Proto si Gunnar vzal za ženu Glaumvör.
Högni měl za ženu Kostberu a měli spolu tři syny.
Gunnar a Högni byli pozváni ke králi Atlimu. Sestra je varovala, že je Atli chce zabít. Kostbeře i Glaumvöře se zdály zlé sny a vyprávěly je svým mužům – tušily neštěstí, ale jejich manželé je odbyli. Gunnar i Högni přijeli k Atlimu, byli opravdu zrazeni a začal boj. Boje se účastnil i Gudrún na straně svých bratrů. Nakonec byli oba zajati a Gunnar prosil, aby bylo bratrovo srdce vytrženo z hrudi. Nejprve dostal srdce z hrudi zbabělého otroka, což Gunnar odhalil, neboť srdce se silně a zbaběle třáslo. Pak vytrhli srdce z hrudi Högnimu a ten se přitom jen smál. Gunnar poznal bratrovo srdce, protože se téměř netřáslo. Řekl Atlimu, že nikdy nezíská rodinné zlato ani Fáfnův prokletý poklad, protože teď už o jeho uložení ví jenom on a nikdy mu to neprozradí. Gunnar byl uvržen do jámy plné hady. Začal hrát na harfu, až uspal všechny hady kromě proměněné Atliho matky, která ho uštkla do jater.
Gudrún byla nešťastná ze smrti bratrů a nenáviděla Atliho. Přivolala své a Atliho syny Erpa a Eitila; a řekla jim, že je chce zabít, a tím se pomstít Atlimu. Chlapci ji varovali, že je jejich matka, a proto ji za vraždu stihne trest. Gudrún přesto chlapce zabila a opekla si jejich srdce (podle jedné verze ještě udělala z jejich lebek číše a ty naplnila jejich krví). Pak tyto pokrmy Atlovi předložila jako pochoutku. Když je Atli snědl, Gudrún mu prozdradil, co že to vlastně jedl.
Gudrún s Högniho synem zabili Atliho v posteli a zapálili jeho síň, v níž uhořelo hodně lidí.
Pak odešla Gudrún k moři a chtěla se utopit, ale moře ji nepřijalo a našel ji král Jónakr. Vzal si ji za ženu a měl s ní tři syny: Sörliho, Erpa a Hamdiho. Král vychovával i Svanhild, dceru Gudrún a Sigurda.

### Svanhild
Dcera Gudrún a Sigurda byla pověstná svou krásou. Král Jörmunrekk poslal svého syna Randvé a rádce Bikkiho, aby jeho jménem požádali Svanhild o ruku. Rádce Bikki navedl králova syna, aby si Svanhild vzal on sám, ale on ho neposlechl. Po návratu do říše krále Jörmunrekka i se Svanhildou namluvil Bikki králi, že Svanhild má s jeho synem poměr. Randvé byl oběšen a dcera byla buď rozdupána nebo (podle Eddy) usmýkána koňmi.
Gudrún přiměla své syny, aby pomstili svou nevlastní sestru. Sörli a Hamdi se vydali na cestu. Potkali svého bratra Erpa, který jim na otázku, jestli jim pomůže vtipně odpověděl. Ale oni to nepochopili a zabili ho. Sörli a Hamdim uťali králi Jörmunrekkovi ruce a nohy, leč hlavu mu utnout nemohli – nebyl tam jejich bratr Erp. Byli ukamenováni.

### Konec
Sága o Volsunzích končí tím, že dceru Brynhild a Sigurda Áslaug v chudobě vychovali stařec a stařena poté, co zabili poutníka – převlečeného pěstouna Áslaug, krále Heimira. V poetické Eddě Áslaug nevystupoval.

## České překlady
- Zatočil, Leopold: Sága o Volsunzích, Státní pedagogické nakladatelství Praha 1960

Kniha obsahuje originální texty ve staroislandštině: Volsunga-saga, Snorri Sturluson: Edda, Skáldskapramál, cap. 37 [39] – 39 [41-42], Sogu-þáttr af Nornagesti a jejich překlady do češtiny: Sága o Volsunzích, Eddické písně o Sigurdovi a Gudrúně v kostce (výtah ze Snorriho prozaické Eddy), Povídka o Nornagestovi, Hvenská kronika.
- Kadečková, Helena – Dudková, Veronika: Sága o Völsunzích a jiné ságy o severském dávnověku, Argo Praha, 2001; ISBN 978-80-257-0400-4

## Literární inspirace
Sága posloužila jako inspirace mnoha uměleckým dílům. využil ji například Richard Wagner pro Prsten Nibelungů, Ernest Reyer pro operu Sigurd, Henrik Ibsen pro své drama Vikingové na Helgolandu nebo William Morris pro epickou poému. Naposledy ságu proslavil J. R. R. Tolkien v Legendě o Sigurdovi a Gudrún.